# Myrmotherula menetriesii
Myrmotherula menetriesii là một loài chim trong họ Thamnophilidae.